# 小坂森林鉄道
小坂森林鉄道（おさかしんりんてつどう）とは岐阜県益田郡小坂町（現下呂市）の小坂川とその支流沿いに路線を持っていた森林鉄道である。軌間は762mm。名古屋営林局小坂営林署が運営していた。
小坂停車場では高山本線飛騨小坂駅と接続する。現在飛騨小坂駅の岐阜方に貯木場があるが、かつては国鉄の貨車の引き込み線があって、木材はここで積み替えられた。
旧小坂町は、御嶽山から続く広大な森林を有しており、町面積の97%が山林であり、その6割を国有林で占めている。各地で営林署の統廃合が続く中、末期まで1町1営林署を維持するほどであった。
なお、付知川の上流、及び加子母川、小坂川の上流一帯を裏木曽ともいい、御料林（裏木曽御料林）、神宮備林があった（現在の裏木曽国有林）。

## 主な路線
- 若栃線は若栃谷、鹿山線は鹿山谷、小黒川線は小黒川といった、線名は川の名前から命名されていた。

- 小坂線
  - 本線：大島貯木場（小坂停車場） - 落合停車場 - 下島停車場　（8117m）
  - 小黒川支線：下島停車場 - 小黒川線起点　（372m）
- 小黒川線：小黒川線起点 - 区間班29号 - 区間班38号（小黒川停車場）　（9868m）
- 若栃線：落合停車場 - 若栃積木場（若栃停車場） - 151林班　（11051m）
- 鹿山線：大洞停車場 - 下呂俣　‐180林班　（11051m）
- 椹谷線：下島停車場 - 椹谷区画班82号（椹谷終点）　（8713m）
- 濁河線
  - 下部軌道：追分 - 倉ヶ平停車場　（1833m）
  - 上部軌道：岳見台停車場 - 区画班62（濁河停車場）　（8688m）
  - 濁川索道：倉ヶ平停車場 - 岳見台停車場　（348m）
- 浜衛谷線：倉ヶ平停車場 - 96林班　（2000m）
- 唐谷線：唐谷線分岐点 - 132林班　（3189m）

その他、作業軌道が数本あったという。

## 車両
- 機関車の多数はガソリンエンジンを内燃機関に用いたガソリン機関車であったが、一部の機関車は機関をディーゼルエンジンに換装したものも存在した。
- 車両はプリマス・ロコモティブ・ワークスの機関車の仕様で製作された国産メーカーの車両であり、DLB、FLHのモデルが存在した。仕様はまちまちであり、重量は4.0から6ｔ。出力は42から75馬力。製造メーカーは加藤製作所、酒井工作所、岩崎レール商会であった。

## 歴史
- 1928年（昭和3年） - 小黒川線が開通。
- 1933年（昭和8年） - 小坂線が開通。
- 1934年（昭和9年） - 若栃線の一部（落合停車場 - 若栃積木場）が開通。
- 1935年（昭和10年） - 鹿山線の一部（大洞停車場 - 下呂俣）が開通。
- 1939年（昭和14年） - 椹谷線が開通。
- 1940年（昭和15年） - 濁河線の索道が開通。
- 1941年（昭和16年） - 濁河線の下部軌道、上部軌道が開通。
- 1952年（昭和27年） - 若栃線が全通。このころの車両の数は、機関車13両、貨車406両、モーターカー3両。
- 1953年（昭和28年） - 唐谷線、鹿山線が全通。椹谷線の一部を廃止。
- 1956年（昭和31年） - この時点の路線の長さは63,604m。
- 1962年（昭和37年） - 小坂線、椹谷線、唐谷線が廃止。
- 1963年（昭和38年） - 小黒川線、若栃線、濁河線の一部（索道、下部軌道）が廃止。このころの車両の数は、機関車2両、貨車70両、モーターカー1両。
- 1964年（昭和39年） - 鹿山線が廃止。
- 1971年（昭和46年） - 濁河線（上部軌道）が廃止。これにより小坂森林鉄道は全線廃止。

## 接続路線
- 小坂停車場（高山本線飛騨小坂駅）

## その他
- 北恵那鉄道線下付知駅から付知川とその支流沿いに存在した付知森林鉄道は、同じ裏木曽の木材運搬を担っていた。小坂森林鉄道は裏木曽の西側からの路線であり、付知森林鉄道は南側からの路線である。
- 道路が十分に整備されなかった頃、沿線住民にとっては貴重な物資運搬手段などであった。自前の小型トロッコを使い森林鉄道の線路で物資を運んだり、路盤を歩道がわりに使用していた。

## 現在
- 廃止後、機関車(ガソリンカー)が濁河温泉に屋外展示されたこともあったが、メンテナンスがされなかったため、腐食がひどくなり撤去された。また、かつては国道41号線沿いの宮峠付近にあったドライブイン前にも黄色い機関車を先頭に木材を積んだ貨車と客車がトロッコ列車風に3両屋外展示されていたが、ドライブイン閉店と共に撤去された。
- 飛騨小坂駅周辺には、飛騨川橋梁の跡など、かつての小坂森林鉄道の痕跡が多くある。
- 小黒川線は岐阜県道441号落合飛騨小坂停車場線の一部（通称：鈴蘭スカイライン）になっている。
- 小坂川に沿って湯屋温泉の対岸までの区間はそのまま舗装され「飛騨小坂サイクリングロード」となっている。
- 小坂駅ー鹿山間にほぼ沿う経路で濃飛バス下呂湯屋線が運行されている。
- 2014年に地元住民らでつくる小坂森林鉄道研究会が発足し、小坂森林鉄道の記憶と記録を残そうと活動している。森林鉄道の車両の収集も行われとおり、2009年12月に尾張旭市の城山公園に展示してあった酒井工作所の4t機関車（1935年製、元・長野営林局王滝営林署No.33。）が、2019年には野辺山SLランドから酒井工作所の5t機関車（1957年製、元・長野営林局上松運輸営林署No.118。）を譲り受け、ひめしゃがの湯に保存されている。2021年3月には国土交通省立山砂防工事専用軌道の5t機関車（1995年製、No.6-10-15）が譲渡されており、将来は路線跡を観光資源とすることが検討されている[1]。